# Austriacka Formuła Renault 2.0
Austriacka Formuła Renault 2.0 – cykl wyścigów samochodowych organizowanych w ramach mistrzostw Austrii według przepisów Formuły Renault 2.0.

## Mistrzowie
| Sezon | Mistrz            | Zespół                    | Źródło |
| ----- | ----------------- | ------------------------- | ------ |
| 2007  | Gregory Striebig  | Gregory Striebig          | [ 1 ]  |
| 2008  | Gregory Striebig  | Gregory Striebig          | [ 2 ]  |
| 2009  | Tõnis Vanaselja   | Team Scuderia Nordic      | [ 3 ]  |
| 2010  | Gregory Striebig  | Gregory Striebig          | [ 4 ]  |
| 2011  | Thomas Amweg      | Equipe Bernoise           | [ 5 ]  |
| 2012  | Thomas Amweg      | Equipe Bernoise           | [ 6 ]  |
| 2013  | Jakub Śmiechowski | Inter Europol Competition | [ 7 ]  |
| 2014  | Thomas Aregger    | Equipe Bernoise           | [ 8 ]  |
| 2015  | Jaroslav Pospíšil | Krenek Motorsport         | [ 9 ]  |
| 2016  | Maggy Spahn       | Team HES-Gerüstbau        | [ 10 ] |
| 2017  | Thomas Aregger    | Equipe Bernoise           | [ 11 ] |
| 2018  | Florian Münger    | Jo Zeller Racing          | [ 12 ] |
| 2019  | Nico Gruber       | Team Hoffmann Racing      | [ 13 ] |
| 2020  | Olivér Michl      | Gender Racing Team        | [ 14 ] |
| 2021  | Norbert Groer     | Team Hoffmann Racing      | [ 15 ] |
| 2022  | Norbert Groer     | Team Hoffmann Racing      | [ 16 ] |